# ファイヴ・バイ・ファイヴ
『ファイヴ・バイ・ファイヴ』(Five by Five) は、1964年にリリースされたローリング・ストーンズのEP。シカゴのチェス・スタジオで6月に行われたセッションが収められ、イギリスではデビューアルバムがリリースされて間もなく、8月にリリースされた。

## 歴史
ミック・ジャガーとキース・リチャーズの作詞作曲技能は発展途上で、「エンプティー・ハート」と「南ミシガン通り2120」の2曲が「ナンカー・フェルジ」（バンド作曲のペンネーム）名義で収録された。残りの曲は彼らお気に入りのR&Bカバーで構成される。アンドリュー・ルーグ・オールダムは本作のプロデュースとライナーノーツの執筆を担当し、そこではデビューアルバムが30週間1位であったと記したが、実際には12週間であった。
「南ミシガン通り2120」は2分ほどのショートバージョンで収録されているが、後にアルバム『12×5』にフル・バージョンが収録された。

## リリースとレセプション
| 専門評論家によるレビュー | 専門評論家によるレビュー |
| レビュー・スコア         | レビュー・スコア         |
| 出典                     | 評価                     |
| ------------------------ | ------------------------ |
| Allmusic                 | [ 1 ]                    |

『ファイヴ・バイ・ファイヴ』はイギリスのEPチャートで1位を獲得した。一方で本作は1964年後半にリリースされたアメリカでのセカンドアルバム『12×5』のアルバムタイトルと収録曲の基礎を形成した。
イギリス人音楽評論家のロイ・カーは著書「The Rolling Stones: An Illustrated History,」で「ビートルズの4曲収録のEP『ロング・トール・サリー』と並んで、「5 X 5」は疑いなく最初で最後の素晴らしいEPだ。」と記している
『ファイヴ・バイ・ファイヴ』は2004年にアブコ・レコードによるボックスセット『シングルズ 1963-1965』で初めてCDとしてリリースされた。2010年11月には限定版ヴィニールボックスセット『ザ・ローリング・ストーンズ 1964-1969』に収められ、2011年には『60's UK EPコレクション』に収められた。
2013年4月20日には7インチヴィニール盤として再リリースされた。
日本ではロンドン・レコードから12インチ盤としてリリースされた。帯にはおまけとしてコンドームを模した小型のサックが添付された。

## 収録曲
| #         | タイトル                     | 作詞・作曲                                | 時間 |
| --------- | ---------------------------- | ----------------------------------------- | ---- |
| 1.        | 「イフ・ユー・ニード・ミー」 | ウィルソン・ピケット ロバート・ベートマン | 2:03 |
| 2.        | 「エンプティー・ハート」     | ナンカー・フェルジ                        | 2:37 |
| 3.        | 「南ミシガン通り2120」       | ナンカー・フェルジ                        | 2:07 |
| 合計時間: | 合計時間:                    | 合計時間:                                 | 6:47 |

| #         | タイトル                           | 作詞・作曲                              | 時間 |
| --------- | ---------------------------------- | --------------------------------------- | ---- |
| 4.        | 「コンフェッシン・ザ・ブルース」   | ジェイ・マクシャン ウォルター・ブラウン | 2:48 |
| 5.        | 「アラウンド・アンド・アラウンド」 | チャック・ベリー                        | 3:05 |
| 合計時間: | 合計時間:                          | 合計時間:                               | 5:53 |

## パーソネル
ザ・ローリング・ストーンズ
- ミック・ジャガー - リードヴォーカル
- ブライアン・ジョーンズ - ギター, ハーモニカ, オルガン（「イフ・ユー・ニード・ミー」で）
- キース・リチャーズ - ギター, バックヴォーカル
- チャーリー・ワッツ - ドラムス
- ビル・ワイマン - ベースギター
- イアン・スチュワート - オルガン, ピアノ

## カバー
「エンプティ・ハート」はMC5によってカバーされた。